# 상하이 추차오

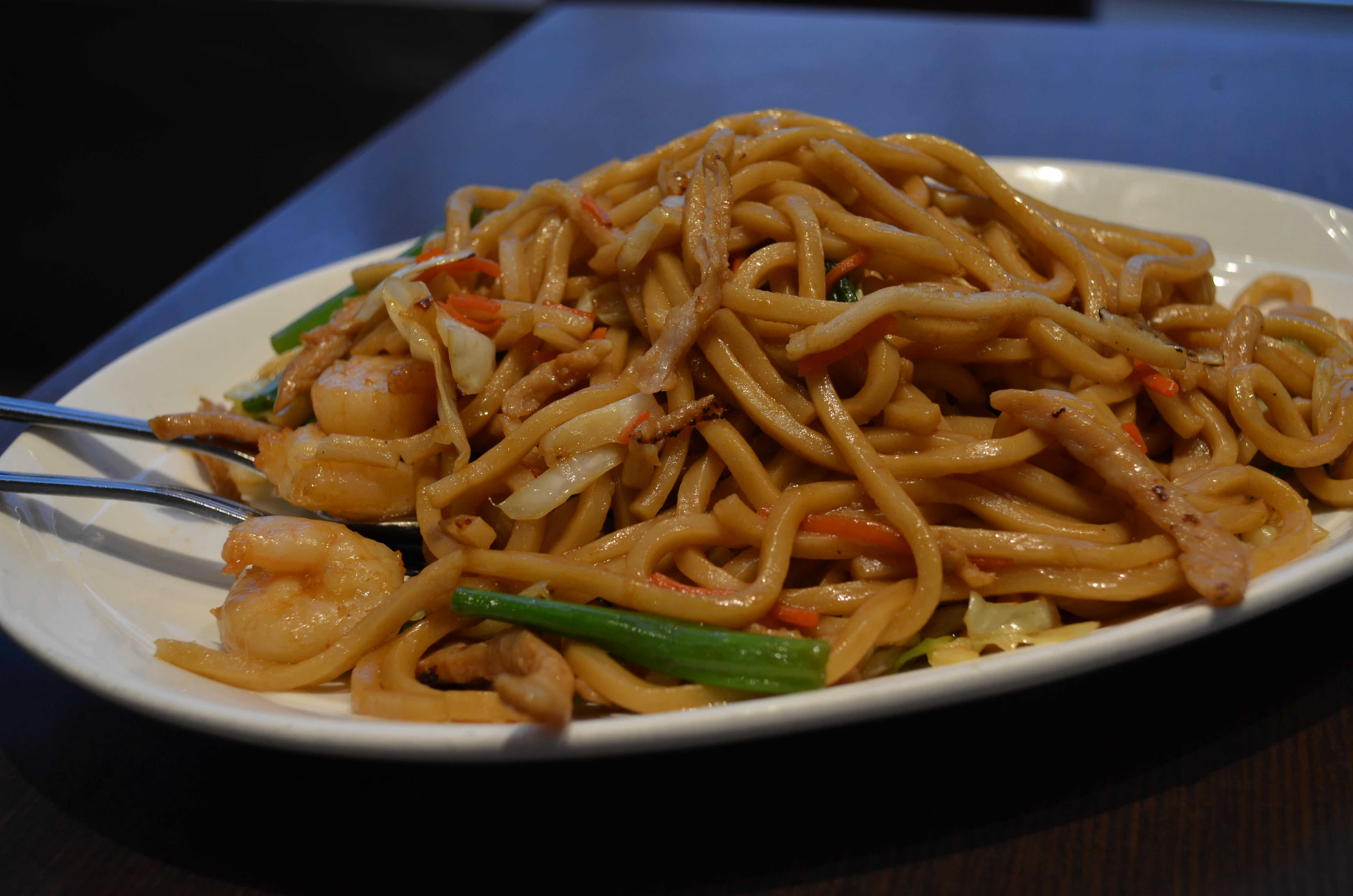
상하이 추차오

상하이 추차오(上海粗炒, Shànghǎi Cūchǎo)는 중국의 볶음국수인 차오몐의 하나이다. 상하이 요리로 중국 식품점에서 대부분 구할 수 있다. 국수 면발은 우동 면발로 대체될 수 있다. 상하이 추차오는 대개 소고기 커틀릿, 청경채, 양파, 돈육, 부추와 같이 요리된다. 상하이 추차오는 상하이에서 주식으로 먹는 경우가 많고 일반적으로 자오쯔 식당에서 요리된다. 근년에는 유명 요리사 에머릴 라가시(Emeril Lagasse)를 포함한 서양 요리사들에게 알려졌다.

## 같이 보기
- 볶음국수
- 국수 목록